# 테오도어 폰타네

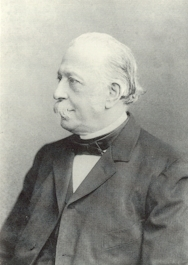
테오도어 폰타네

테오도어 폰타네(Theodor Fontane, 1819년~1898년)는 독일의 소설가·시인이다. 브란덴부르크의 노이루핀의 약국집에서 태어났다. 베를린의 직업학교를 졸업한 후 견습기간을 거쳐 약제사가 되었으나 1844년 지원병으로 1년간 입영했다. 이곳에서 젊은 시인들의 모임인 '슈프레 턴넬'의 동인(同人)이 되어 문필가가 되기를 지망하였다. 세 차례나 영국에 건너가, 산문시·극·미술을 연구하였다. 그리고 스콧이나 바이런의 영향을 받았다. 시작(주로 산문시), 극평을 하는 한편, 보불전쟁에 종군하는 등 기자생활을 계속하였으나 생활은 넉넉지 못하였고, 생활의 안정을 얻은 것은 최초의 장편 <폭풍 전(前)>(1878)을 발표하였던 59세경부터였다. 그 후 <미로>(1888)를 시위하여 18편의 장·중편소설을 발표했다. 극적인 박력은 약하나 풍부한 인생경험에 따라 모든 인간사를 따뜻하게 꾸밈없이 이해하고 산문시의 제작에서 얻어진 '대화'의 기교를 이용하여, 베를린 시민사회의 생활을 침착한 필치로써 사실적으로 묘사하고 있다. 심리묘사의 멋과 아이러니는 토마스 만에게 영향을 주었다.